# Ratta (città)
Ratta è una città del Pakistan nell'Azad Kashmir situata a 70 chilometri a est di Islamabad. La città contava 3.152 abitanti al censimento del 1998.